# 박성신
박성신(朴性信, 1968년 11월 22일 ~ 2014년 8월 8일)은 대한민국의 가수이자 종교인이었다.
`산 너머 남촌에는`을 부른 가수 박재란의 딸이며, 가수 김혜림과 오랜 친구이다. 서울예술전문대학 1학년 때인 1987년 제11회 MBC 대학가요제에서 `회상`이라는 곡으로 입상하여 첫 데뷔하였고 1988년에 제9회 MBC 강변가요제에서 `비오는 오후`라는 곡으로 가창상과 장려상을 받았다. 종교는 개신교이며 남편 임인성은 장로교 목사이다.
대표곡인 `한번만 더`는 핑클, 마야, 나얼, 이승기 등의 후배 가수들이 리메이크한 것으로도 어느정도 유명하다. 2집 발표 및 결혼 이후 연예 활동이 거의 없는 상태이며 종교 활동에 전념하고 있었다.
2014년 8월 8일 오후 12시경 지병인 심장질환으로 돌연사하였다. 향년 45세

## 학력
- 서울예술전문대학 방송연예학과 졸업

## 앨범
- 1집 《한번만 더/만남 이후》(1989년)
- 2집 《그래왔이/크림 하나 설탕 하나》(1991년)
- 《헤아릴 수 없는 기쁨》(CCM) (2009년)